# 潮汕二环高速
潮汕二环高速是广东省高速公路的加密线，是粤东地区整体路网规划“三环”中的第二环，也是汕头市干线公路路网整体规划“两纵三环九射”中的第二环。
起于汕头市澄海区莲下镇金鸿公路、先后跨过324国道、汕汾高速公路、231省道、232省道、233省道、汕梅高速公路、206国道、234省道、汕湛高速公路、324国道、337省道、终于汕头市潮南区井都镇接深汕高速公路，把汕头境内及周边所有公路“两纵九射”的公路网连接成网，建成后将大大改善汕头境内的路网结构，实现快速、便捷地疏导区域交通和机场、铁路、港口交通和集散物资的目的，民众交通出行将更为便捷。